# Portrait équestre de Charles Ier
Le Portrait équestre de Charles Ier est un tableau du peintre Antoine van Dyck réalisé vers 1637-1638. Il s'agit d'un portrait équestre de Charles Ier d'Angleterre qui était devenu roi de Grande-Bretagne et d'Irlande en 1625 à la mort de son père Jacques Ier. En 1632, Van Dyck était devenu premier peintre ordinaire de Sa Majesté et il réalisa ce tableau peu de temps avant que la guerre civile anglaise éclate en 1642. C'est l'un des nombreux portraits du roi fait par Van Dyck, dont plusieurs autres portraits équestres.

## Description
Ce tableau est le troisième portrait équestre peint par Antoine van Dyck qui avait réalisé en 1633  Charles Ier à cheval avec Monsieur de Saint Antoine, puis en 1635 Charles Ier à la chasse. Le roi est représenté revêtu de la même armure, chevauchant un cheval très musclé avec une tête particulièrement petite. À sa droite se tient un écuyer ou un page qui lui tend son casque. Charles apparaît comme un roi philosophe héroïque arpentant son domaine d'un air contemplatif, avec une longue épée sur le côté et portant le médaillon du Souverain de l'Ordre de la Jarretière.
Une tablette attachée à une branche indique « Carolus.I.REX Magnae Britanniae » (Charles Ier, roi de Grande-Bretagne), ce qui constituait une déclaration politique à l'époque, seulement 32 ans après que son père Jacques ait uni les couronnes d'Écosse et d'Angleterre, et que lui-même roi ait été proclamé roi de Grande-Bretagne et 70 ans avant que l'Acte d'Union n'ait officiellement instauré le Royaume de Grande-Bretagne.
Ce portrait équestre de Van Dyck rappelle le ton impérial du tableau du Titien, Charles Quint à cheval à Mühlberg, de 1548 qui était lui-même inspiré des portraits équestre d'empereurs romains. Vers 1620, Van Dyck avait d'ailleurs lui-même peint un portrait de Charles Quint très similaire. L'œuvre de Van Dyck emprunte également à celle d'Albrecht Dürer datant de 1513, Le Chevalier, la Mort et le Diable.

## Histoire
Réalisé pour le Roi, le tableau est mentionné dans le premier catalogue de la Royal Collection de 1637-1640. Cette grande toile mesurant 3,67 m sur 2,92 m était accrochée au fond d'un grande galerie du Château de Hampton Court. Sous le régime du Commonwealth d'Angleterre, la Royal Collection fut dispersée et la peinture fut vendue à Balthazar Gerbier, l'un des conseillers artistiques de Charles Ier à Anvers, pour un montant de 200 £ le 21 juin 1650.
Par la suite, le tableau est acheté par Gisbert van Ceulen qui le vend à Maximilien-Emmanuel, électeur de Bavière et chevalier de la Toison d'or, mais il quitta assez vite l'Allemagne pour être emporté comme butin de guerre par Joseph Ier de Habsbourg en Autriche qui l'offrit lui-même au duc de Marlborough, la toile revenant ainsi en Angleterre. Le tableau fut installé dans le Palais de Blenheim jusqu'à ce que George Spencer-Churchill le cède finalement en 1885 à la National Gallery pour 17 500 £.
Le tableau est désormais exposé dans la salle 31 de la National Gallery et une version plus petite de cette œuvre fait partie de la Royal Collection, peut être une étude ou bien une version réduite réalisée ultérieurement par Van Dyck.

## Galerie

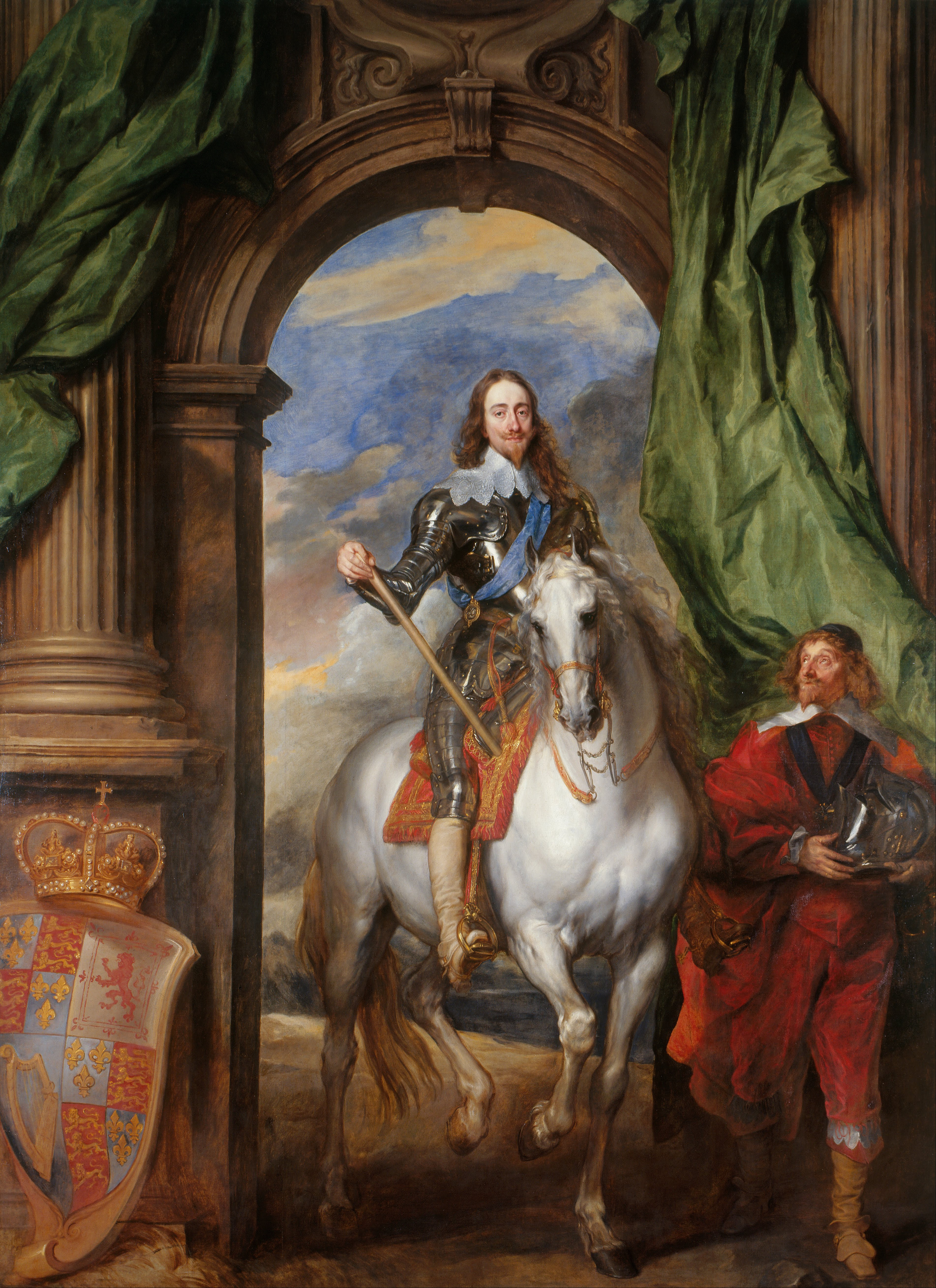
Première peinture équestre du Roi Charles Ier à cheval avec Monsieur de Saint Antoine (van Dyck), 1633
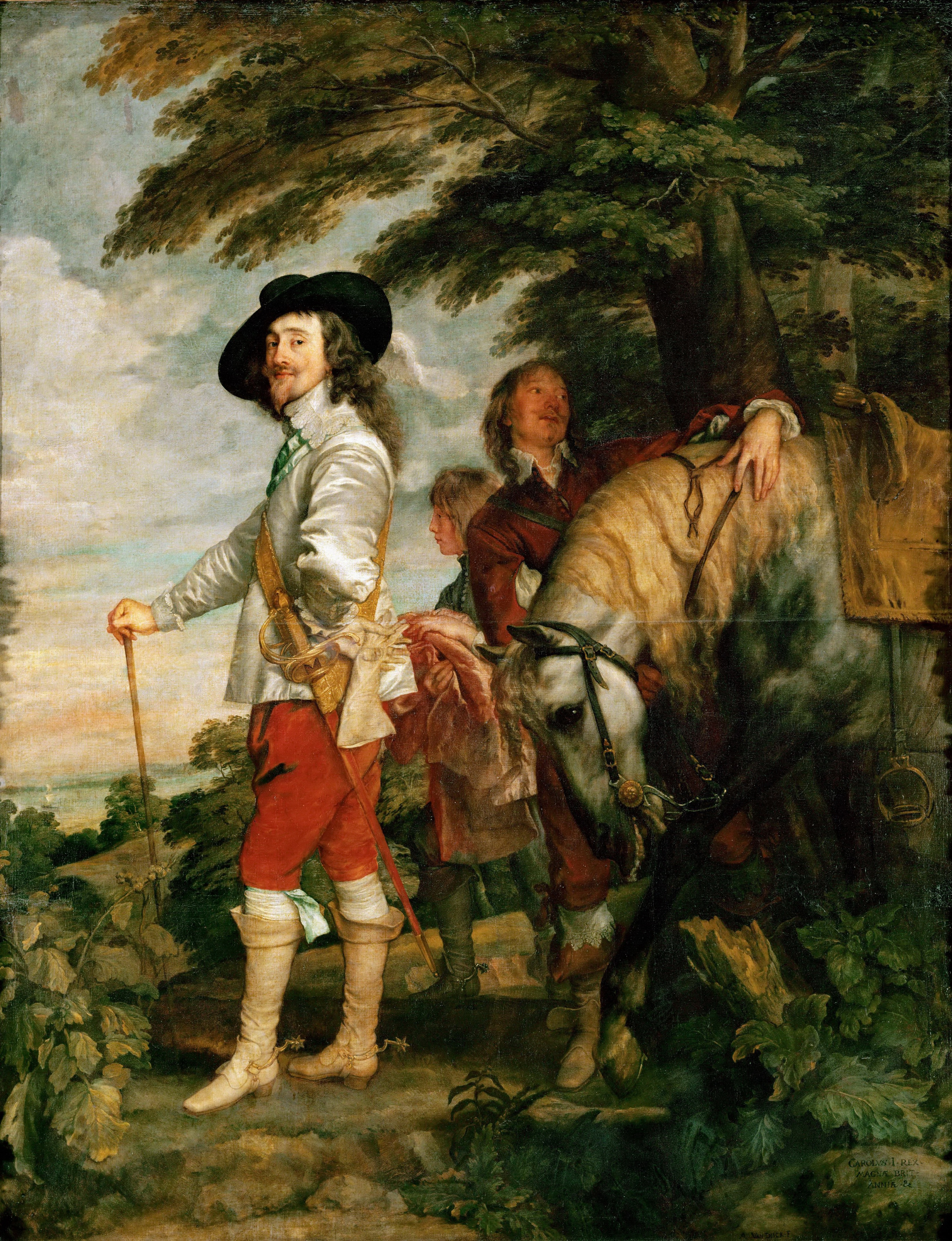
Seconde peinture équestre du Roi, Charles Ier à la chasse (van Dyck), vers 1635
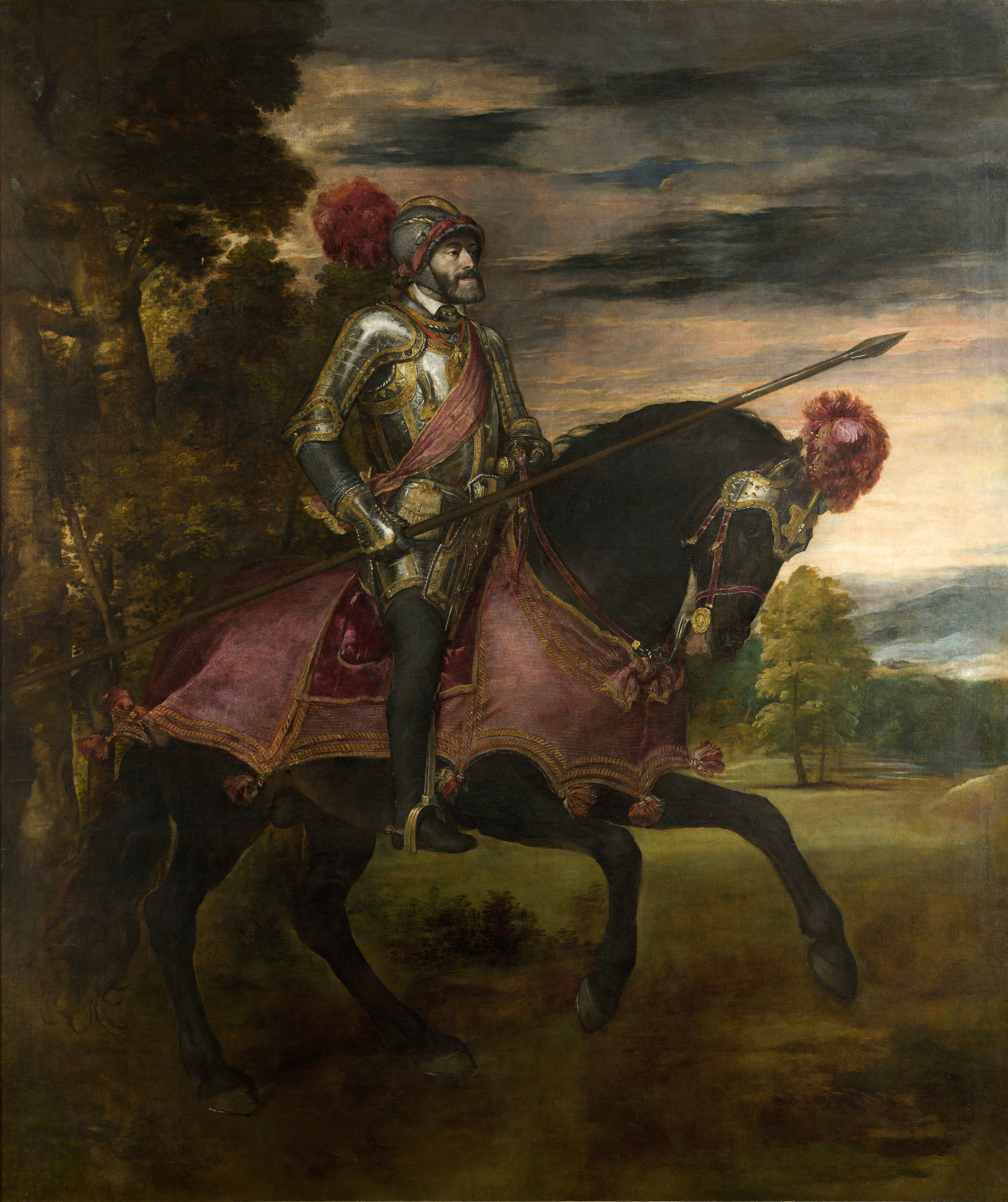
Charles Quint à cheval à Mühlberg (Le Titien), 1548
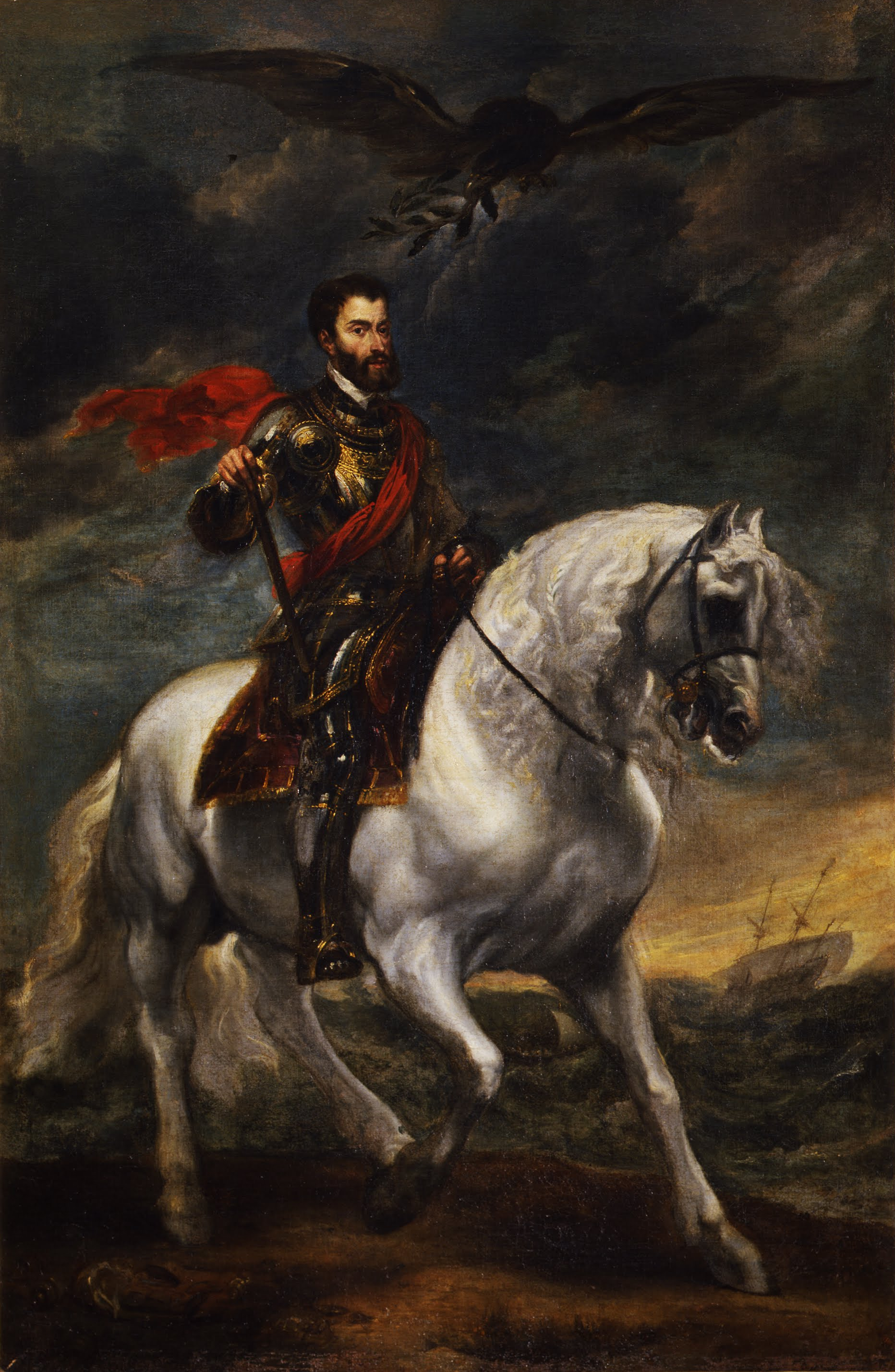
Portrait de Charles Quint (Van Dyck), vers 1620
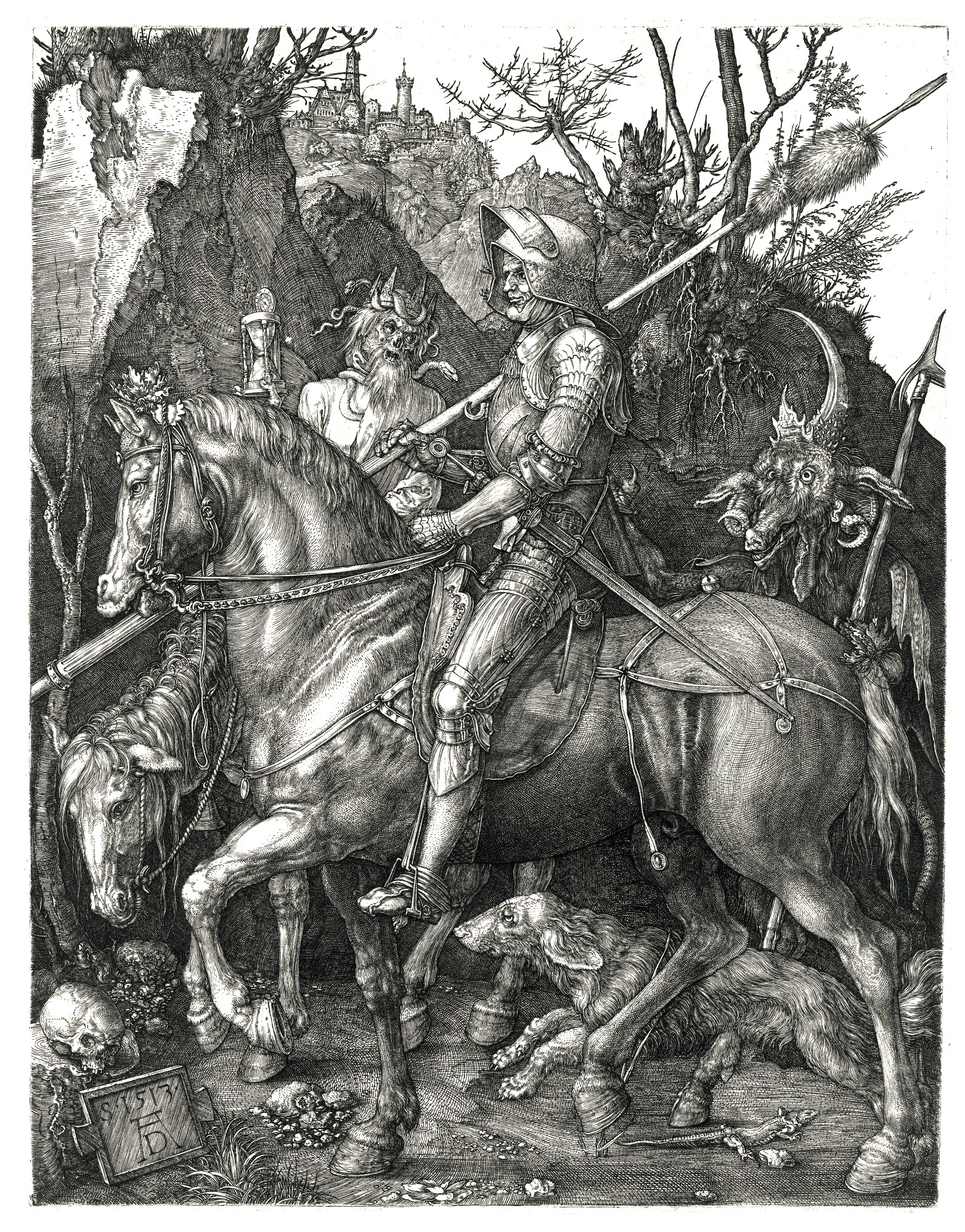
Le Chevalier, la Mort et le Diable (Albrecht Dürer), 1513